# Gegantó Campisdrak
El Gegantó Campisdrak és un gegantó que representa un drac i pertany a la comparsa dels Geganters i Grallers de la Marina. L'any 2011 els geganters del barri decidiren d'ampliar la colla amb un gegantó lleuger que poguessin portar els més petits. Van encarregar la tasca de construir-lo a l'artista Rubèn Masdeu, que el va enllestir aquell mateix any.
En Campisdrak fou batejat el mes de juny del 2011 al barri, per les festes de les Bacanals, en una cerimònia oficiada pel capgròs mossèn Filomeno. L'apadrinaren la gegantona Quimeta Àngels del Raval i el gegantó Paco Candel, de la mateixa comparsa de la Marina.
Des que va néixer, el gegantó Campisdrak és amfitrió, juntament amb els gegants i capgrossos de la colla, de la festa major de la Marina, per la Mare de Déu de Port, al setembre. També és força habitual de veure'l passejar i dansar a les cercaviles i trobades de la ciutat on és convidat.